# Chavin
Chavin a fost o civilizație care a înflorit din 900 î.Hr. până prin 200 î.Hr., în regiunea nordică andină a statului actual Peru
Numele acesteia provine de la orașul Chavín de Huántar, situat în partea centrală a țării. Populația acestei culturi a ridicat temple de mari dimensiuni, a creat materiale textile deosebite și a dat naștere unei arte religioase cu totul deosebite. De asemenea, Chavín a fost primul popor care a unificat regiunea peruană de coastă cu regiunile înalte ale Munților Anzi. Astfel, ei au pregătit calea pentru alte civilizații peruane importante, cum au fost incașii.

## Chavín de Huántar
Principalul oraș al civilizației Chavín a fost construit într-un important nod natural al traficului comercial. Orașul era așezat lângă râul Mosna, în apropierea a două trecători. Prin urmare, orașul era bine plasat pentru negoțul cu produse alimentare, cum ar fi ardeiul iute și sarea, care ajungeau în oraș prin trecători montane.

## Arta
Arta Chavín era extraordinar de complexă. Artiștii Chavín realizau basoreliefuri în piatră, statuete din metale prețioase și frumoase țesături, unele dintre acestea supraviețuind până în zilele noastre. Sursele de inspirație preferate erau zeii și zeițele, preoții, păsările și animalele care îi însoțeau. Multe lucrări de artă, cum sunt textilele și statuetele de aur, erau mici și ușor de transportat. Acestea au fost comercializate în toată America de Sud, și culturile de mai târziu le-au copiat stilul.

## Religia
Poporul Chavín venera mai mulți zei, printre care și o creatură numită El Lanzón, sau „zeul zâmbăreț”. Statueta sa era plasată într-o cameră centrală a templului de la Chavín de Huántar. Deasupra statuii se găsea o gaură. O persoană ascunsă putea vorbi din această adâncitură, dând impresia că vorbește însuși zeul. 

## După civilizația Chavín
Mai multe civilizații au dominat Anzii după declinul culturii Chavín. Tiahuanaco, altă cultură a regiunilor înalte, și vecinii lor, Huari, au ajuns la perioada de maximă dezvoltare între anii 500 și 900, d.Hr. Pe coastă, Chimù erau poporul dominant, din sec.X și până în sec.XV, până au fost cuceriți de către incași.